# شائك الذنب اليمني
شائك الذنب اليمني (الاسم العلمي: Acanthocercus yemensis)، نوع عظاءات من فصيلة العضرفوطيات. وهي عظاءة صغيرة الحجم توجد في اليمن والسعودية.